# Duplizidentie
Als Duplizidentie oder Doppelzähnigkeit wird der Besitz von einem zweiten Schneidezahn in jeder Kieferhälfte bezeichnet, wie er bei den Hasenartigen zu finden ist. Der zweite Zahn steht dabei als Stiftzahn hinter den großen Nagezähnen. 
Die Duplizidentie kommt nur bei den Hasenartigen vor und stellt das Hauptunterscheidungsmerkmal gegenüber den nahe verwandten Nagetieren dar. Aus dem Grunde wurden die Hasentiere lange Zeit als Duplizidentata innerhalb der Nagetiere geführt, heute stellen sie aufgrund weiterer anatomischer Merkmale sowie der sehr langen isolierten Stammesentwicklung eine eigene Ordnung dar.